# Det perfekte menneske
Det perfekte menneske, noto anche con il titolo internazionale The Perfect Human, è un cortometraggio di 12 minuti diretto nel 1967 dal regista danese Jørgen Leth.
Questo cortometraggio è servito come ispirazione per la realizzazione del lungometraggio Le cinque variazioni, diretto da Lars von Trier assieme allo stesso Leth. Nel film, a Leth viene dato il compito di rigirare il suo cortometraggio altre cinque volte, in base ai dogmi imposti da Von Trier.

## Trama
Attraverso una narrazione che unisce uno stile documentaristico e uno surrealista, il regista vuole descrivere le caratteristiche di due personaggi (uno maschile e l'altro femminile) che dovrebbero incarnare "l'essere umano perfetto". Dopo una breve introduzione in cui una voce narrante illustra le intenzioni del documentario, vengono mostrate le caratteristiche fisiche dei due personaggi (le loro parti del corpo, i loro abiti ecc...). L'indagine viene condotta attraverso domande a cui non viene data una risposta, ad esempio "come si muove l'essere umano perfetto?" o "com'è la sua pelle?". L'ambientazione è praticamente assente, poiché i personaggi si muovono in un ambiente completamente bianco (simile a quello di Matrix o 2001: Odissea nello spazio) dove non si ha l'idea dello spazio e della profondità. Il cortometraggio si conclude con uno strambo commiato del protagonista maschile: "Anche oggi ho vissuto qualcosa che spero di comprendere tra qualche giorno".